# Beaumont (Haiti)
Beaumont, in creolo haitiano Bomon, è un comune di Haiti facente parte dell'arrondissement di Corail nel dipartimento di Grand'Anse.